# Le roi est mort, vive le roi! (Enigma)
Le roi est mort, vive le roi! è il terzo album degli Enigma, pubblicato dall'etichetta discografica Virgin nel 1996.
In questo album le voci femminili sono di Sandra Cretu e di Louisa Stanley, quella maschile è di Michael Cretu. Nella canzone The Child in Us la chitarra è di Peter Cornelius.

## Tracce
1. Le roi est mort, vive le roi! (Michael Cretu)
2. Morphing thru time (Michael Cretu)
3. Third of its kind (Michael Cretu)
4. Beyond the invisible (Michael Cretu - David Fairstein)
5. Why! ... (Michael Cretu)
6. Shadows in silence (Michael Cretu)
7. The child in us (Michael Cretu)
8. T.n.t. for the brain (Michael Cretu)
9. Almost full moon (Michael Cretu)
10. The roundabout (Michael Cretu - David Fairstein)
11. Prism of life (Michael Cretu - David Fairstein)
12. Odissey of the mind (Michael Cretu)